# Küçükmutlu, Şenpazar
Küçükmutlu là một xã thuộc huyện Şenpazar, tỉnh Kastamonu, Thổ Nhĩ Kỳ. Dân số thời điểm năm 2008 là 424 người.